# Седых, Татьяна Александровна
Татья́на Алекса́ндровна Седы́х (9 ноября 1958, Москальво, Сахалинская область) — российский журналист, редактор-учредитель еженедельника «Моё побережье», лауреат премии «Общественное признание», премии Артёма Боровика «Честь. Мужество. Мастерство», премии имени Андрея Сахарова «За журналистику как поступок».

## Биография
Родилась 9 ноября 1958 года в Москальво. В 12 лет, лишившись ноги в результате несчастного случая, оказалась на инвалидности. Вышла замуж за офицера, в 1991 году переехала в посёлок Ванино в Хабаровском крае, где и живёт до сих пор. Сначала работала в районной газете «Восход», но, перессорившись с местными чиновниками и не желая подчиняться цензуре (издание отказывалось печатать письма читателей и заметки Татьяны с критикой бездействия властей), в 2004 году ушла и основала собственную независимую газету «Моё побережье».
В 2007 году Татьяна Седых обратилась в Общественную палату России с просьбой защитить её от притеснений районных властей, после того как на неё подала в арбитражный суд администрация Ванинского муниципального района с иском об освобождении редакцией «Моё побережье» занимаемого помещения, которое в 2005 году было предоставлено самой администрацией. Представители администрации Ванинского района считают Татьяну Седых «вечным оппозиционером», упрекая её в публикации исключительно негативных материалов о текущем положении дел в посёлке и его окрестностях. Ранее официальные структуры использовали применительно к ней ярлык «враг района». В 2006 году по официально не выясненным причинам (неофициально — по негласному указанию из администрации района) «Моё побережье» отказались принимать на реализацию сразу в 12 торговых точках Ванино.
За время существования газеты (с 2004 года) на Татьяну Седых было совершено покушение (вместе с ней в горящем доме чуть не погибла дочь, было уничтожено оборудование редакции и тираж первого выпуска газеты), сожжён автомобиль; в День печати было совершено нападение на съёмную квартиру; прошёл выпуск фальшивых номеров-двойников газеты; Татьяна регулярно получает оскорбления и угрозы в Интернете; её онлайн-материалы периодически удаляются; несколько лет назад была совершена попытка сбить её автомобилем. При этом ни одно из преступлений на данный момент не раскрыто. С 2004 года, после того, как был сожжён дом Татьяны Седых, она и её дети прописаны на пепелище, жильё погорельцам до сих пор не предоставлено.
12 декабря 2009 года Татьяна Седых стала лауреатом Премии имени Андрея Сахарова «За журналистику как поступок»; в 2010 году вошла в состав жюри конкурса премии.
30 марта 2011 года Татьяна Седых разместила статью о прибывшем из Японии из района Фукусимы в порт Ванино российском судне, на котором был отмечен превышающий нормы уровень радиации. В ответ на эту публикацию капитан порта Николай Татаринов обвинил Седых в несанкционированном проникновении на режимную территорию, разглашении секретной информации и шпионаже.
Помимо «газетной» деятельности Татьяна Седых на данный момент также активно участвует в жизни российского журналистского сообщества, пытаясь помочь своим коллегам в трудных ситуациях; прилагает усилия для привлечения максимального внимания к локальным районным проблемам и конфликтным ситуациям; старается решить проблемы своих земляков, которые всё чаще обращаются именно к Татьяне, а не в официальные органы власти.
19 декабря 2013 года Татьяна Седых приняла участие в ежегодной пресс-конференции Президента России Владимира Путина. Ей удалось задать несколько вопросов Президенту РФ относительно судьбы лесозаготовительного предприятия Аркаим, Ванинского морского торгового порта. Также Татьяна Седых обратилась с просьбой к Президенту РФ провести проверку деятельности Ванинского линейного отдела внутренних дел на транспорте, сотрудники которого, по словам Татьяны Седых, «борются за территорию надзора» с ванинскими наркополицейскими. Помимо этого Татьяна Седых довела до сведения Президента РФ проблему неработающих в поселке дизель-генераторов, закупленных более шести лет назад. После выступления Татьяны Седых центральным аппаратом МВД России, а также Генеральной прокуратурой России были начаты проверки.
С 23 по 25 апреля 2014 года в Санкт-Петербурге прошёл первый медиафорум независимых региональных СМИ, в оргкомитет которого была выбрана и Татьяна Седых (почему-то в публикации назвали руководителем информационного агентства). Медиафорум обещают делать ежегодным и полезным для негосударственной журналистики в глубинке.

## Газета «Моё побережье»
Еженедельник основан 21 января 2004 года. Учредитель, редактор и единственный журналист издания — Татьяна Седых. Газета рассказывает о жизни людей, живущих на побережье Татарского пролива: ежедневных и выдающихся событиях, социальных и экономических проблемах, истории и перспективах развития Ванинского района. В дополнении к газете — «Сэнкэ» — рассказывается о быте и традициях коренных жителей района: орочах и других народах, проживающих в Ванинском и Советско-Гаванском районах Хабаровского края.

## Премии и награды
- 2008 — премия имени Артёма Боровика (статья «Пасха для братвы или вновь вспомним Ванинский порт»)[26][27].
- 2008 — премия «Общественное признание»[15] «За привлечение общественного внимания к деятельности и заслугам граждан, проживающих на территории Ванинского муниципального района».
- 2009 — премия имени Андрея Сахарова «За журналистику как поступок»[28].
- 2014 — награждена Почетным знаком Союза журналистов России «Честь. Достоинство. Профессионализм»

## Интересные факты
- Разговор с московскими журналистами Татьяна зачастую начинает с вопроса: «Где вы были, когда меня убивали?»[4]
- Газета «Моё побережье» в течение многих лет активно сотрудничает с телепрограммой «Жди меня» и является её помощником в розыске пропавших людей на Дальнем Востоке[24].